# رحى الغيشة
طاحونة الماء «الرحى» LE MOULIN بالغيشة ولاية الاغواط تقع هذه الطاحونة «الرحى» في أعلى وادي الغيشة ولاية الأغواط الجزائر، بالقرب من منبع عين الخطارة عند ملتقي وادي بريش والغيشة، على بعد حوالي 03 كم تقريبا من قصر الغيشة القديم، وبالقرب من علامة التحديد الغابوي رقم 385 BORNE FORESTIERE N°.

## تاريخ التشييد
شيدت هذه المحطة في القرن الثامن عشر حوالي سنة 1760 من طرف عمال إسبانيين وساعدهم بناؤون جزائريون من بلدية الغيشة بعد أن كان الماء يصل إلى الغيشة والقصر القديم بالطريقة التقليدية.

## وصفها
طول بنايتها 06 أمتار وعدد الحجرات بها 2 متصلتين ببابين عدد الأبواب في الجهة الجنوبية خمسة أبواب للحجرتين المتكونتين من طـــابقين الحجران في الطابق العلوي خمسة نوافذ تطل على الجنوب، متصلتين ببابين يوجد باب بالجزء الشرقي الذي توجد به الرحى، أعيد بنائها سنة 1864 بعد تمركز قوات الاحتلال، وكان ذلك من فرقة الهندسة العسكرية بقيادة الرائد «نيقو NIGOUX» وقد تزامن إعادة بناء هذه الطاحونة مع إنجاز قناة جلب الماء على طول وادي الغيشة إلي غاية قصر الغيشة بمسافة 2.5 كم. قطر ناعورة الطاحونة 04 م تتمركز هذه الناعورة على حجارة منحوتة من الحجر الرملي طولها متر وخمسة وعشرون سنتيما وعرضها 50 سنتيما، مكان الناعورة عرضه 01 م وعمقه 03 أمتار يوجد سلم في الجهة الشمالية للناعورة به 10 درجات وبطول 06 أمتار، تدار هذه الطاحونة بالطاقة الدافعة للماء القادم من عين الخطارة ووادي بر الريش فيمر علي الساقية للطاحونة علي جدار من خمسة أقواس.